# Ligne de Székesfehérvár à Tapolca
La ligne de Székesfehérvár à Tapolca ou ligne 29 est une ligne de chemin de fer de Hongrie. Elle relie Székesfehérvár à Tapolca.